# 요시다 고세이
요시다 고세이(吉田輝星, 2001년 1월 12일 ~ ）은 일본의 프로 야구 선수이며, 현재 퍼시픽 리그인 홋카이도 닛폰햄 파이터스의 소속 투수이다. 2018년 신인 드레프트 1순위로 닛폰햄 파이터스에 입단했고 입단 계약금은 1000만엔이다.

## 인물

### 생애 및 야구입문
아키타현 아키타시 출신으로 초등학교 3학년때부터 야구를 시작했다. 그러다가 아키타현립 가나아시 농업고등학교 입학하고 진학해, 1학년 여름부터 벤치에 들어갔고 3학년이 되어서야 요시다의 이름을 알린 나이였다. 전국 고등학교 야구 선수권 대회 아키타 대회부터 여름의 고시엔이라고 불리는 제100회 전국 고등학교 야구 선수권 기념 대회 준결승까지 10경기 연속 완투승을 올리고 결승전 오사카 도인 고등학교와의 결승전에서는 5회 12실점으로 패전. 사이토 유키, 마쓰이 히로키와 타이를 이루어 제100회 전국 고등학교 야구 선수권 기념 대회 일명 여름의 고시엔에서 4경기 출전해 연속 두 자리 탈삼진을 기록했다. 2018년 10월 25일에 행해진 드래프트 회의에서 드레프트 1순위로 닛폰햄 파이터스에 지명을 받아 입단을 했다. 등번호는 에이스의 상징인 18번을 받았다.

## 2018 고시엔 대회 활약
요시다는 지난해 고시엔 대회에서 무명의 가나아시농고를 결승전까지 홀로 이끈 요시다 고세이(닛폰햄)가 데뷔 시즌부터 18번을 받았다. 요시다는 지난해 아키타현 대회에서 5경기 749구, 고시엔 6경기에서 881구를 던지며 소속 팀 가나아시농고를 결승전까지 올려놨다.요시다는 청소년 대표팀 출신이 즐비한 야구 명문 오사카 도인 고교에 져 준우승에 그친 대신 스포트라이트를 독점했다. '고시엔 영웅' 혹은 '혹사 논란'이라는 단어가 그를 뒤따랐다.

### 선수로써의 특징
투구폼은 오버스로이며. 고교시절에는 스트레이트의 최고속은 152km/h를 계측. 슬라이더, 스플릿등의 변화구를 가지고 있다.

## 상세 정보

### 출신 학교
- 아키타현립가나아시농업고등학교

### 선수 경력
- 홋카이도 닛폰햄 파이터스(2019년 ~ )

### 개인 기록
- 첫 등판・첫선발・첫승리: 2019년 6월 12일 대 히로시마 카프 2차전(삿포로 돔), 5회 4안타 1실점
- 첫 탈삼진:상동, 1회 초에 니시카와 료마를 상대로 헛스윙 삼진

### 등번호
- 18 (2019년 ~ )